# Fanny Ip Hoi-Yan
Fanny Ip Hoi-Yan 叶凯茵 (1978) is een Hongkongse TVB-actrice. In 2002 deed ze mee aan de Miss Hong Kongverkiezing. In datzelfde jaar ging ze werken bij TVB als actrice.

## Filmografie

### 2003
- Virtues of Harmony als figurant

### 2004
- War And Beauty als prostituee

### 2005
- My Family (TVB) als Annie
- The Prince's Shadow als Yuen Kwai Fei 宛貴妃
- Women On The Run als Ah Sa
- The Charm Beneath als mejuffrouw
- When Rules Turn Loose als Lam Lai-Tan 林麗嬋

### 2006
- Under The Canopy Of Love als Jet
- Safe Guards als Ah Fong 阿芳
- Welcome To The House als Mandy
- CIB Files als Chan Man-Man 陳文文
- Dicey Business als Tyrant 張女友

### 2007
- Best Selling Secrets als Chi Siu-Ping 柴小屏
- Heart of Greed als Yuki
- A Change of Destiny als Mo Tap Lei 摩塔梨
- Fathers and Sons als Sally
- The Ultimate Crime Fighter als zuster
- The Building Blocks of Life als But Ho-Wan 畢可韻